# Sechstagerennen von Kiel

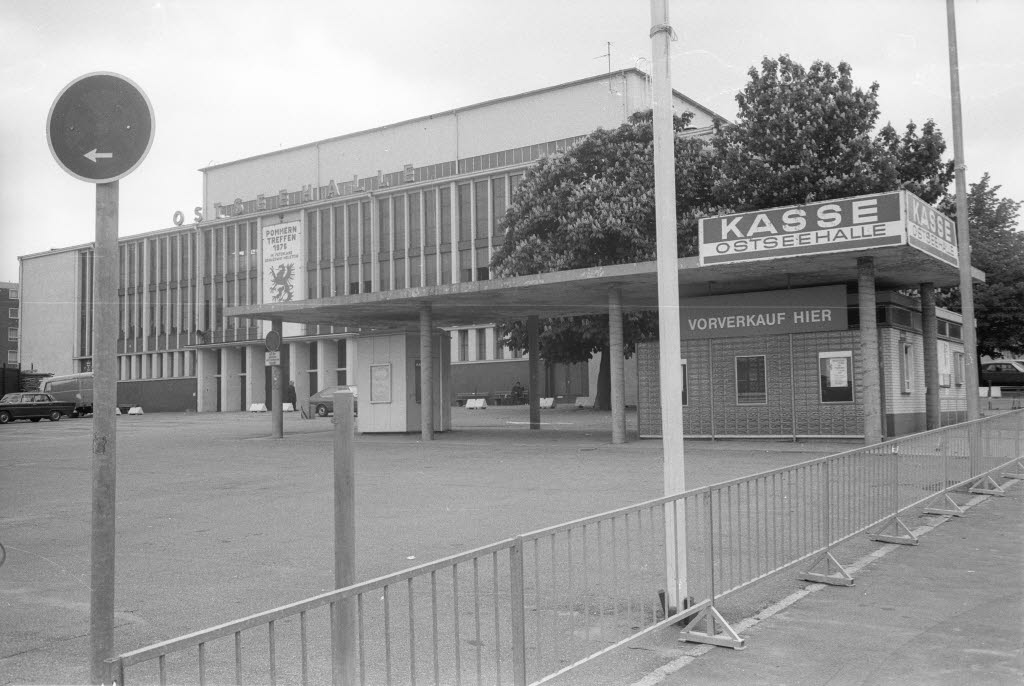
Ostseehalle Kiel

Das Sechstagerennen von Kiel war eine Veranstaltung im Bahnradsport in der deutschen Stadt Kiel, die von 1910 bis 1952 mit Unterbrechungen stattfand. Das Sechstagerennen hatte drei Austragungen.

## Geschichte
Die Rennen 1910 und 1913 fanden in der Kieler Nord-Ostseehalle statt. 1952 wurde die Radrennbahn für das Rennen aus Münster geholt und für die Dauer des Sechstagerennens in die neu errichtete Ostseehalle eingebaut. Für 2003 war geplant, ein Rennen mit der Bahn aus Bremen in Kiel zu veranstalten. Die Pläne scheiterten jedoch.

## Palmarès
| Jahr | Sieger                            |
| ---- | --------------------------------- |
| 1910 | Willy Arend – Eugen Stabe         |
| 1913 | Paul Passenheim – Fritz Schallwig |
| 1952 | Jean Roth – Armin von Büren       |